# 모듈성
광범위하게 말하면, 모듈성 또는 모듈화(modularity)는 시스템의 구성 요소를 분리하고 재결합할 수 있는 정도를 말하며, 유연성과 사용 다양성의 이점을 제공한다. 모듈화의 개념은 주로 시스템을 다양한 수준의 상호 의존성과 독립성으로 나누고 "추상화 및 인터페이스 뒤에 각 부분의 복잡성을 숨김"으로써 복잡성을 줄이는 데 사용된다. 그러나 모듈화의 개념은 각각 고유한 뉘앙스를 지닌 여러 분야로 확장될 수 있다. 이러한 미묘한 차이에도 불구하고 모듈식 시스템에 관한 일관된 주제를 식별할 수 있다.

## 같이 보기
- 객체 지향 프로그래밍
- 패턴 언어